# Emilio Mola
Emilio Mola Vidal, född 9 juni 1887 i Placetas, Kuba, död 3 juni 1937 i Alcocero, Burgos, var en spansk nationalistisk befälhavare under spanska inbördeskriget. Han är mest ihågkommen för att ha myntat uttrycket "femtekolonnare".